# StemRad
StemRad est une société israélo-américaine dont le siège est à Tel-Aviv, qui développe, fabrique et vend des équipements de protection individuelle (EPI) contre les rayonnements ionisants. Son produit principal est la ceinture 360 Gamma, qui protège la moelle osseuse du bassin de l'utilisateur contre les radiations. C'est la seule entreprise à produire des EPI destinés à protéger les utilisateurs contre les rayons gamma et le premier à employer une protection ciblée contre les radiations. En juillet 2015, un partenariat a été annoncé entre StemRad  et le groupe américain Lockheed Martin pour développer des équipements personnels de protection pour les astronautes.

## L'histoire
StemRad a été fondée en décembre 2011 par Oren Milstein et Daniel Levitt. L'idée de créer la société leur a été inspirée par la catastrophe de Tchernobyl, lors de laquelle de nombreux sapeurs-pompiers et ingénieurs qui sont arrivés les premiers sur place sont morts de fortes doses de radiation gamma à la suite d'un syndrome d'irradiation aiguë (ARS), aussi connu sous le nom de maladie des rayons. À la suite de la catastrophe nucléaire de Fukushima Daiichi en mars 2011, les deux fondateurs ont entamé une collaboration avec les Lauréats du prix Nobel Roger Kornberg, Aaron Ciechanover, ainsi qu'avec Michael Levitt, qui a reçu un prix Nobel par la suite, motivée par l'idée de « sauver ceux qui nous sauvent ». Par la suite le professeur Richard Champlin de M. D. Anderson, qui a traité les premiers blessés des radiations à Tchernobyl, s'est également impliqué dans cet effort. À la fin de 2011, l'équipe a obtenu un financement du fonds de capital risque Wanaka Capital et d'investisseurs privés et a fondé la société à Tel-Aviv. La filiale américaine de Palo Alto, CA a été créée peu de temps après.

## Vue d'ensemble
Selon le cofondateur, Dr Oren Milstein, « C'est le premier produit de son genre qui protège contre le rayonnement gamma, qui a jusqu'à présent tué les personnes ayant été exposées. ».
Le principe de fonctionnement de la ceinture 360 Gamma va à l'encontre de l'idée répandue selon laquelle il faut protéger le plus de parties possibles du corps. Le problème avec le fait d'essayer de protéger l'ensemble du corps est le poids, comme l'a souligné le prix Nobel Michael Levitt : « Pour fabriquer une veste qui couvre tout le corps avec ce niveau de protection, celle-ci devrait peser environ 200 kilos ». Ainsi, les solutions de protection préexistantes avaient toujours été faites en utilisant des couches minces de matières lourde capable d'atténuer le rayonnement pour permettre la mobilité. Ce type de protection n'est toutefois efficace que pour le blocage des radiation alpha et bêta, mais est inefficace contre les rayonnements gamma. Les protections existantes étaient donc incapables d'empêcher les effets importants sur la santé de l'exposition aux rayonnements gamma (c'est-à-dire du syndrome d'irradiation aiguë - ARS). Les produits de StemRad diffèrent sensiblement en ce qu'il ne cherchent pas à protéger l'ensemble du corps du porteur, mais protègent plutôt de manière sélective la moelle osseuse du bassin.

## La technologie
Pour que le corps récupère des effets importants sur la santé des rayonnements, il est crucial de permettre des processus de régénération après exposition. La capacité régénérative de la moelle osseuse est la plus importante. Elle est critique pour la survie de l'homme mais est pourtant exceptionnellement sensible aux radiations.
Il a été démontré que, lors de l'exposition humaine aux rayonnements gamma à des doses allant jusqu'à 10 Gy (dose létale médiane= 4 Gy), le facteur principal de mort est le dommage subi par la moelle osseuse. Les doses d'exposition à une catastrophe nucléaire, par exemple dans le cas d'une explosion d'une bombe atomique ou à la suite d'une fusion de réacteur dans une centrale nucléaire, sont le plus souvent comprises dans cette échelle. Ainsi, l'idée de StemRad est qu'un grand nombre de décès résultant de l'exposition aux rayonnements gamma lors de catastrophes nucléaires pourrait être évité par la préservation de suffisamment de moelle osseuse[réf. souhaitée].
Le principal produit développé à ce stade par StemRad, la ceinture 360 Gamma, est axée sur la protection de la moelle osseuse présente dans les os du bassin. Celui-ci contient jusqu'à 50 % de la moelle osseuse active des adultes et est l'endroit à partir duquel la moelle osseuse est généralement extraite à des fins de transplantation. Pesant environ 14 kg, la ceinture permet un mouvement relativement libre du porteur car elle se porte sur le centre de gravité du corps. 
Selon StemRad, le produit peut sauver des vies même à de très fortes doses de rayonnement gamma, grâce au potentiel de régénération des tissus de la moelle. La capacité de régénération de la moelle osseuse est illustrée notamment par les transplantations : le donneur fait un don d'une petite fraction (moins de 5 %) seulement de sa moelle, ce qui est suffisant pour reconstituer la moelle osseuse, même à des doses supérieures à 10 Gy,.
StemRad affirme avoir identifié la quantité minimale de la moelle osseuse nécessaire pour permettre la régénération post-irradiation, et avoir développé grâce à des études anatomiques exhaustives, un produit capable de protéger un volume dépassant cette quantité minimale.  

## L'espace

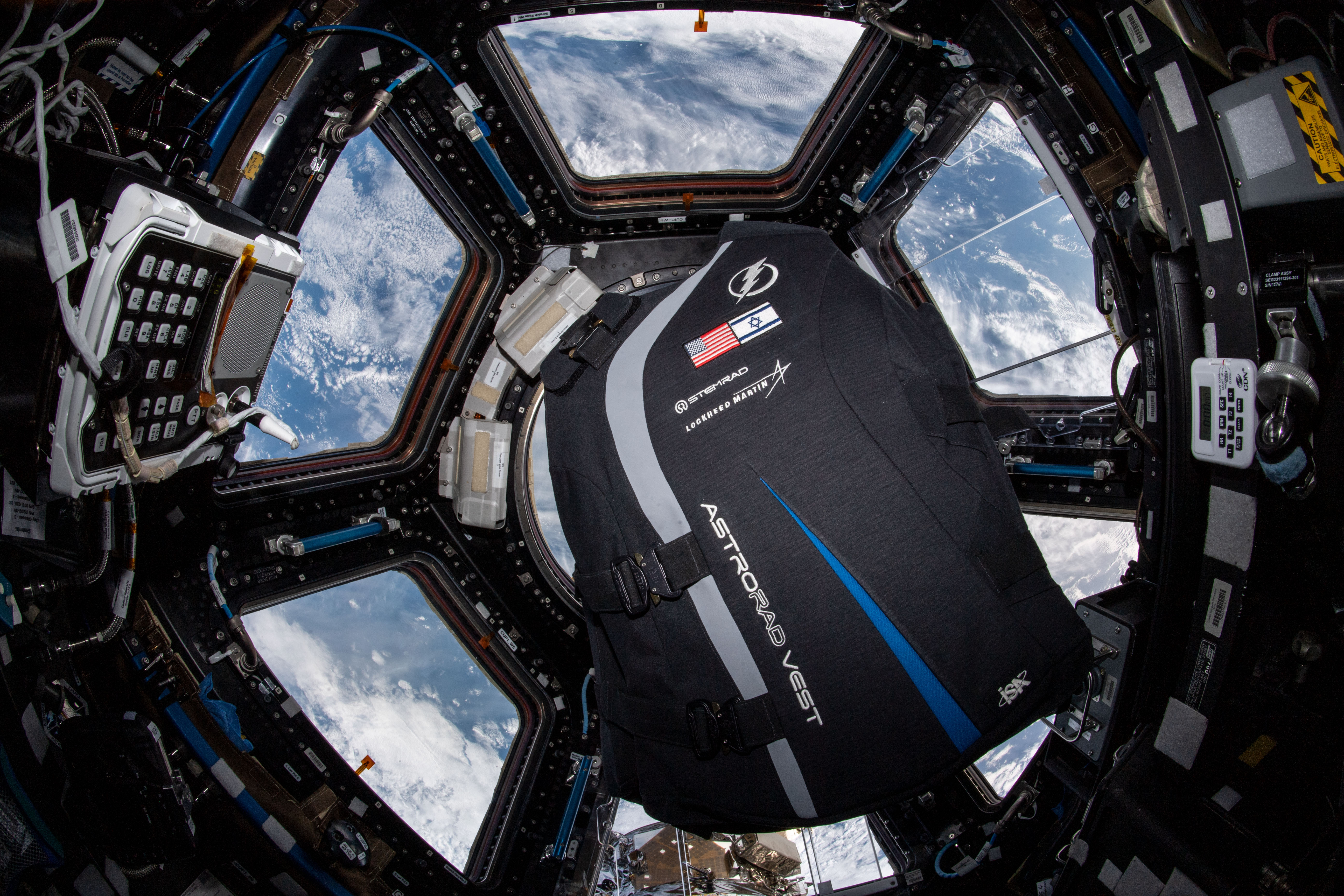
Gilet de protection AstroRad sur l'ISS en 2020

StemRad coopère avec Lockheed Martin, le principal constructeur d'Orion, vaisseau spatial de la NASA conçu pour transporter des êtres humains au-delà de l'orbite basse de la Terre. En fournissant une protection contre les rayonnements pour de longues missions dans l'espace profond, une adaptation réussie des produits de StemRad pourrait être un élément clé pour protéger la santé des astronautes.
Le projet conjoint est soutenu par des subventions de l'Espace de la Floride, de l'aérospatiale de l'agence de développement économique de Floride et MATIMOP, l'agence du Bureau du Chief Scientist du Ministère de l'Économie israélien. Le produit développé pour la protection d'astronautes s'appelle AstroRad.
« Nous allons utiliser notre connaissance approfondie des vols habités, appliquer notre expertise en matière de nano-ingénierie des matériaux, et travailler en étroite collaboration avec StemRad, afin d'évaluer la viabilité de ce type de protection contre le rayonnement dans l'espace lointain, » a déclaré Randy Sweet, directeur du développement chez Lockheed Martin. « L'équipe de Lockheed Martin croit que cela pourrait aboutir à une solution innovante pour améliorer la sécurité de l'équipage sur le voyage vers Mars. ».
Oren Milstein, cofondateur et chef de la direction scientifique de StemRad a déclaré concernant ce partenariat : « Nous sommes ravis de collaborer avec Lockheed Martin sur ce projet important. Notre équipe possède des capacités importantes  dans les domaines de la radioprotection, de la biologie et des stratégies innovantes de protection, et nous allons maintenant mettre en œuvre ces compétences pour répondre aux défis uniques de l'exploration spatiale par l'Homme. ».
En janvier 2017, l'Agence spatiale israélienne et l'Agence aérospatiale allemande (DLR) ont signé un accord pour tester la technologie de StemRad dans l'espace à bord de la Mission d'Exploration 1 de la capsule spatiale Orion de la NASA,. La mission, prévue pour 2018 à l'époque, sera la première au cours de laquelle un vaisseau est envoyé au-delà de l'orbite terrestre basse (LEO) depuis les missions Apollo.

## Marché
La ceinture 360 Gamma est conçue pour les pompiers, les ambulanciers, les policiers et les militaires, qui, étant les premiers intervenants sur des sites de catastrophes, pourraient être exposés à des radiations dans le cas d'incidents nucléaires. Le produit AstroRad sera destiné à protéger les astronautes dans l'espace profond.

## Prix et reconnaissance

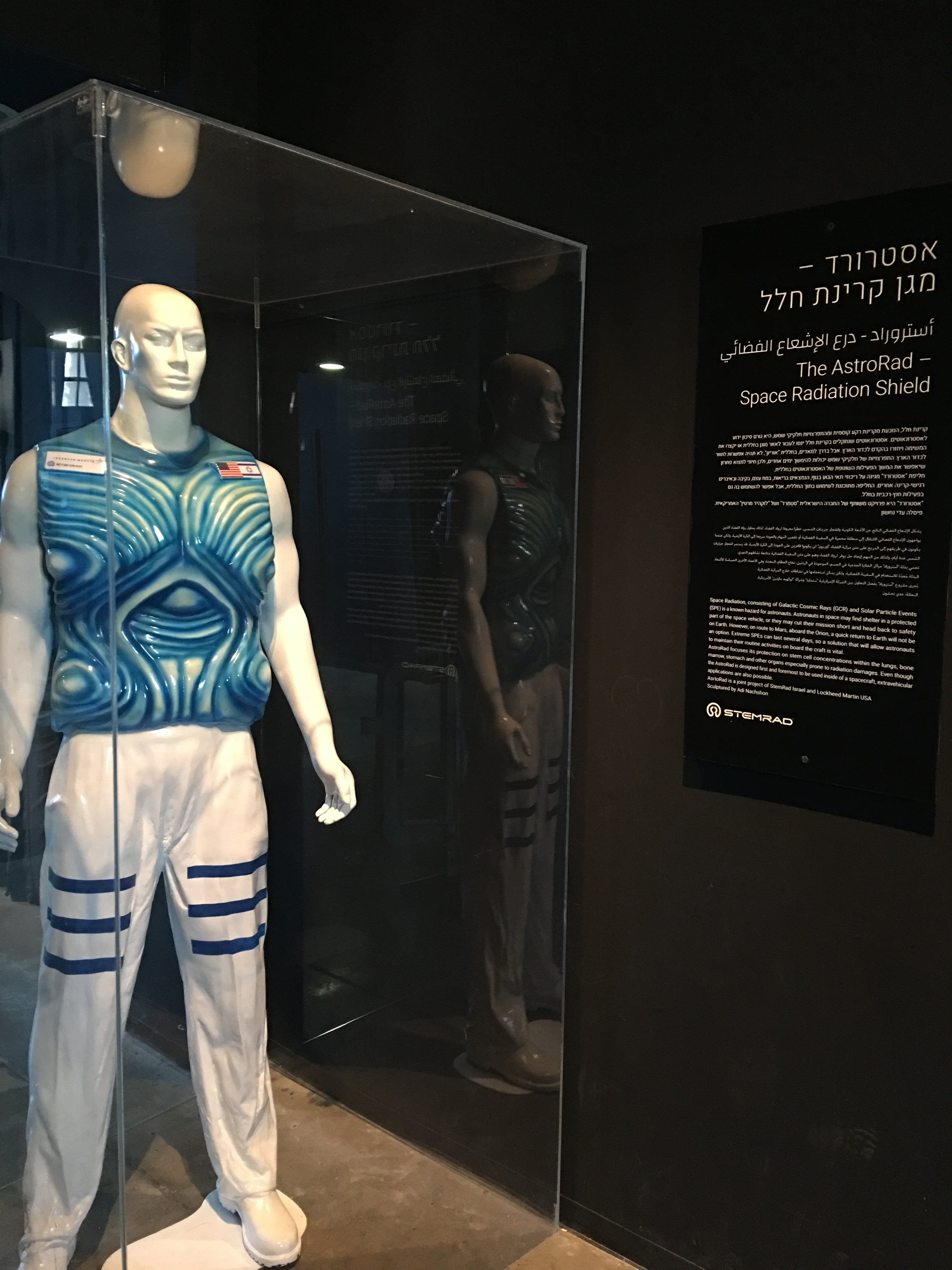
Exposition AstroRad au Musée national israélien de la Science, de la Technologie, et de l'Espace

- Musée israélien de la Science, de la Technologie, et de l'Espace - exposition dédiée.
- Prix de l'Innovation 2013 de la Chambre de Commerce Israël-Japon [16]
- Série de conférences sur les vêtements intelligents, Radcliffe Institute, université Harvard[17]